# Psara subhyalinalis
Psara subhyalinalis is een vlinder uit de familie van de grasmotten (Crambidae). De wetenschappelijke naam van de soort is voor het eerst in 1871 gepubliceerd door Gottlieb August Wilhelm Herrich-Schäffer.
De soort komt voor in Cuba.